# Der Geheimnisträger
Der Geheimnisträger ist eine deutsche Filmkomödie aus dem Jahr 1975 mit Willy Millowitsch in der Titelrolle.

## Inhalt
Der Kölner Buchhalter Kuno Hopfen ist ein liebenswerter, netter Gemütsmensch, der niemandem etwas Böses will. Für den Nachrichtendienst ist er damit die ideale weil völlig unverdächtige Person, um ihn für eine Geheimmission einzusetzen – natürlich ganz ohne sein Wissen. Und so pinselt man eines Tages eine streng geheime Formel auf das Hinterteil des Betäubten. Als Kuno mit dieser wertvollen Info und seiner Familie auf eine Reise nach Griechenland aufbricht, die er angeblich in einem Preisausschreiben gewonnen hat, werden plötzlich Agenten aus aller Herren Länder aktiv. Auch eine sinnliche, wohlproportionierte Blondine namens Tanja umgarnt ihn vor Ort mit den Waffen einer Frau.
Kuno reist nach Rhodos, immer die Agenten an seinen Fersen. Einerseits will man die wichtige Formel von seinem Allerwertesten abschreiben, andererseits hat man alle Hände voll zu tun, dass Kuno nicht den Strandurlaub zu dem nutzt, für den er gemacht ist: Um ins Wasser zu gehen und zu baden und zu schwimmen: Denn die Geheimtinte, mit der die Formel auf seinen stattlichen Po geschrieben wurde, ist nicht meerwasserfest...

## Kritik
Das Lexikon des Internationalen Films fand milde Worte: „Zwar kein großer Wurf in der Gattung der Lustspiele, aber doch ein halbwegs passabler Spaß.“
In Film-Lexikon.de heißt es: „Franz Josef Gottliebs Komödie ist nicht nur ein Heidenspaß, sondern wartet auch mit großen Namen auf.“